# Jörg Heydorn

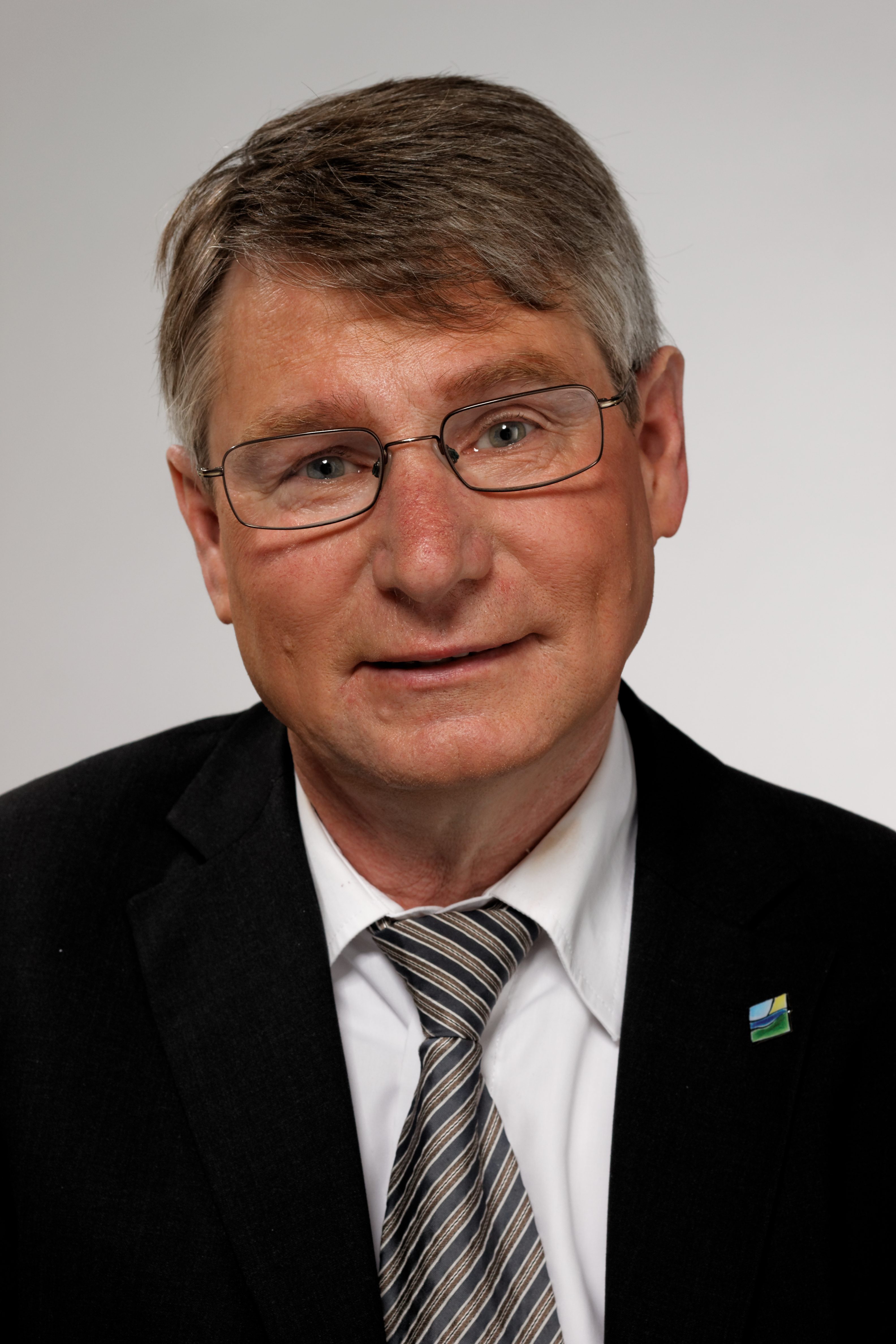
Jörg Heydorn 2013

 Jörg Heydorn (* 23. September 1957 in Dortmund) ist ein deutscher Politiker (SPD) und ehemaliges Mitglied des Landtages in Mecklenburg-Vorpommern.

## Leben und Beruf
Heydorn besuchte bis zum Jahr 1973 die Schule und schloss daran eine Ausbildung zum Offsetdrucker an. Er machte 1978 seinen Abschluss als Verwaltungsangestellter und war von 1979 bis 1981 Mitarbeiter in der Zentralstelle für die Vergabe von Studienplätzen in Dortmund. Im Jahr 1983 absolvierte er eine Qualifizierungsmaßnahme für den gehobenen nichttechnischen Verwaltungsdienst und arbeitete danach 1981 von 1984 als Sachbearbeiter und von 1985 bis 1991 als Leiter des Sozialamtes Bad Sachsa. Nach der Wiedervereinigung wechselte er 1991 nach Schwerin und übernahm dort die Leitung des Sozialamtes. Im Jahr 1995 stieg er aus der Verwaltung aus und wurde Geschäftsführer der Firma Comtact – Gesellschaft für Dienstleistungen, Infrastruktur und Bauten mbH in Schwerin.
Heydorn ist verheiratet und hat ein Kind.

## Politik
Heydorn trat im Jahr 1993 in die SPD ein und wurde Mitglied im SPD-Kreisvorstand Schwerin.
In den Jahren 2002 bis 2021 war er Mitglied des Landtages von Mecklenburg-Vorpommern. Dort war er von 2002 bis 2006 stellvertretender Vorsitzender des Ausschusses für Gesundheit, Soziales, Familie, Frauen, Senioren, Jugend und Sport. Er ist Sprecher der SPD-Fraktion für Senioren- und Sozialpolitik sowie für Forst- und Jagdpolitik. Am 24. Oktober 2011 wurde er zum stellvertretenden Fraktionsvorsitzenden gewählt, dieses Amt hatte er bis zur turnusgemäßen Neuwahl des Vorstands im Januar 2014 inne. Seit dem 1. Februar 2012 ist er Vorsitzender der Enquete-Kommission „Älter werden in Mecklenburg-Vorpommern“. Seine Kandidatur für dieses Amt wurde kritisiert, weil er Geschäftsführer eines Pflegedienstes mit 60 Mitarbeitern ist. Im April 2016 geriet er in die Kritik, da seine Firma Comtact vom Land Mecklenburg-Vorpommern monatlich über 120.000 Euro für ein leerstehendes Flüchtlingsheim erhielt. Entsprechende Vorwürfe gab es auch im Jahr 2022 wegen Zahlungen für die Unterbringung ukrainischer Flüchtlinge.